# Genregulationsnetzwerk

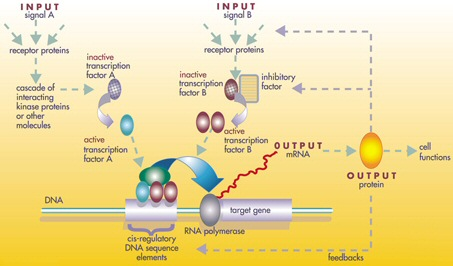
Struktur eines Genregulationsnetzwerks

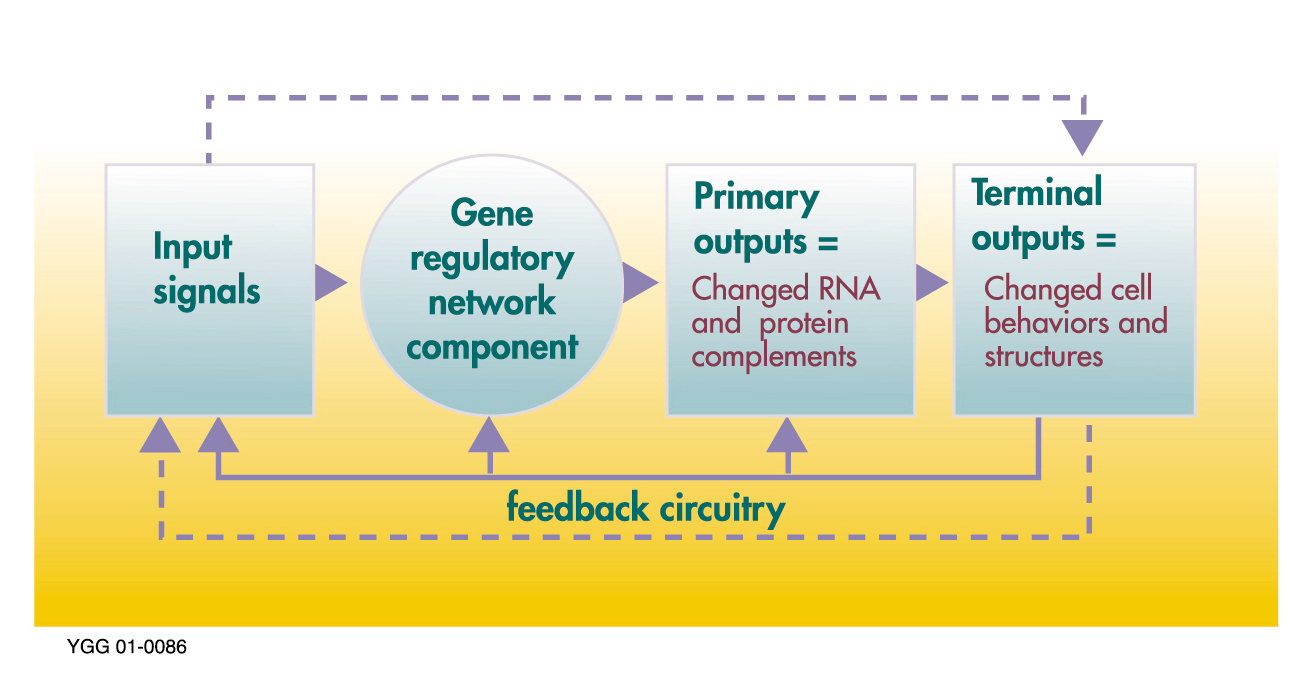
Regelungsprozess eines Genregulationsnetzwerks

Ein Genregulationsnetzwerk (GRN) ist eine Ansammlung aus DNS-Segmenten in einer Zelle, die in direkte oder indirekte Interaktion miteinander (durch ihre RNS- und Protein-Botenstoffe) oder mit anderen Substanzen in der Zelle treten, wobei sie die Frequenz, mit der die Gene im Netzwerk in mRNS transkribiert werden, steuern.
Gewöhnlich produziert jedes mRNS-Molekül ein spezifisches Protein (oder einen spezifischen Proteinsatz). Zum einen kann das Protein Strukturinformationen enthalten und sich an der Zellmembran oder innerhalb der Zelle anlagern, um ihr bestimmte strukturelle Eigenschaften zu verleihen. Zum anderen kann das Protein ein Enzym sein, z. B. eine Mikro-Maschine, die als Katalysator einer bestimmten Reaktion auftritt, beispielsweise der Aufspaltung von Nährstoffen oder Toxinen. Andere Proteine wiederum dienen ausschließlich der Aktivierung anderer Gene, und es sind diese Transkriptionsfaktoren, die die Hauptrolle in regulativen Netzwerken oder Wirkungsketten spielen. Indem sie sich an die Promotoren-Regionen am Anfang anderer Gene binden, aktivieren sie diese und somit die Produktion weiterer Proteine und so weiter. Bestimmte Transkriptionsfaktoren dienen auch der Unterbindung.
In einzelligen Organismen reagieren die regulativen Netzwerke auf die Umgebung, um die Überlebenschancen der Zelle in dieser Umgebung für eine bestimmte Zeit zu maximieren. So wird etwa eine Hefezelle, die sich in einer Zuckerlösung befindet, Gene aktivieren, um den Zucker in Ethanol umzuwandeln. Dieser Prozess, den wir mit der Herstellung von Wein in Verbindung bringen, ist der Lösungsansatz der Hefezelle, um ihr Überleben zu sichern, um Energie zur Vermehrung zu produzieren, die unter normalen Umständen ihre Überlebensaussichten verbessern würde.
Bei vielzelligen Tieren wird dasselbe Prinzip zum Zwecke genetischer Wirkungsketten genutzt, die die Körperform kontrollieren. Jedes Mal, wenn sich eine Zelle teilt, resultieren daraus zwei Zellen, die, obschon sie dasselbe Genom enthalten, sich darin unterscheiden können, welche Gene aktiviert sind, und Proteine produzieren. Manchmal sorgt ein „sich selbst verstärkender Kreislauf“ dafür, dass eine Zelle ihre genetische Identität behält und weitergibt. Bisher weniger verstanden sind die Mechanismen der Epigenetik, bei der die Modifizierung des Chromatins ein zelluläres Gedächtnis durch die Verhinderung oder Ermöglichung von Transkriptionen möglich macht. Eine häufige Eigenschaft vielzelliger Tiere ist die Nutzung morphogener Gradienten, die ihrerseits ein System zur Weitergabe der Position an eine Zelle bereitstellen, also dafür sorgen, dass die Zelle weiß, wo im Körper sie sich befindet und sich zu einer entsprechenden Zelle entwickeln kann. Ein Gen, das in der einen Zelle aktiviert wurde, kann diese verlassen und in benachbarte Zellen hineindiffundieren und nach Eintritt dort Gene aktivieren, soweit diese eine bestimmte Stufe in ihrer Entwicklung bereits erreicht haben. Diese Zellen erhalten dann eine neue Bestimmung und können sogar ihrerseits andere Morphogene produzieren, die an die Ausgangszelle ein Feedback-Signal übermitteln. Über größere Distanzen hinweg können Morphogene den aktiven Prozess der Signaltransduktion nutzen.
Derartige Signale kontrollieren etwa die Embryogenese, die Realisierung der „genetischen Blaupause“ für den Aufbau eines kompletten Organismus von Anfang an und über eine Reihe sequenzierter Arbeitsschritte hinweg. Sie kontrollieren auch die Zellregeneration des ausgewachsenen Körpers durch den Austausch wechselseitigen Feedbacks zwischen den Zellen, wobei das Ausbleiben dieses Feedbacks aufgrund von Mutationen verantwortlich für die Entstehung von Zellwucherungen sein kann, bekannt als Krebs. Neben der Schaffung neuer organischer Strukturen aktiviert die genetische Wirkungskette auch Gene, die strukturelle Proteine erzeugen, die jeder Zelle die physischen Eigenschaften geben, die sie braucht. Es wurde bisher vermutet, da biomolekulare Interaktionsmuster einer intrinsisch veranlagten Wahrscheinlichkeit unterliegen, dass genetische Netzwerke das Ergebnis zellulärer Prozesse sind, und nicht ihre Ursache (vgl. zellulärer Darwinismus). Wie dem auch sei, neueste experimentelle Ergebnisse legen die These der Zelldetermination nahe.
Genregulationsnetzwerke werden mit bioinformatischen Methoden im Ergebnis der Genexpressionsanalyse in Verbindung mit Vorwissen aus molekularbiologischen Datenbanken identifiziert. Diese datenbasierte Netzwerkmodellierung wird Netzwerkinferenz oder – in Anlehnung an die Rekonstruktion in technischer Systeme – auch Reverse Engineering genannt.